# گوستنگن
گوستنگن (به لاتین: Gostynin) یک منطقهٔ مسکونی در لهستان است که در شهرستان گوستنگن واقع شده‌است. گوستنگن ۳۲٫۳۱ کیلومتر مربع مساحت و ۱۹٬۱۱۹ نفر جمعیت دارد.

## خواهرخوانده
شهر لانگنفلد (راینلند) خواهرخواندهٔ گوستنگن هست.